# 迪凯特 (阿肯色州)
迪凯特（英語：Decatur）是美国阿肯色州本顿的一座城市，面积5.9平方公里，人口1,314人（2000年），其中白人占80.97%、非裔美国人占5.48%.